# Lactarius vinosus
Lactarius vinosus è una specie di fungo basidiomicete del genere Lactarius, appartenente alla famiglia Russulaceae.

## Descrizione
È simile a Lactarius sanguifluus, da cui però differisce per le seguenti caratteristiche:
- Il lattice che ne fuoriesce è più scuro, di colore viola intenso
- La carne è di colore più chiaro
- Quando la carne viene tagliata, assume subito un colore scuro, violaceo nel cappello e sulla superficie esterna del gambo, la parte più interna del gambo rimane invece chiara
- Le lamelle sono grigio-violacee, tendenti al lilla
- Gli esemplari vecchi assumono sbiadite tonalità verdastre
- Può crescere in terreni diversi da quelli calcarei
- A un esame microscopico, L. vinosus presenta un reticolo incompleto sulla superficie delle spore; le creste delle spore hanno uno spessore molto più variabile e irregolare di quelle di L. sanguifluus[2]

## Distribuzione e habitat
L. vinosus cresce nelle pinete di pianura, in zone a clima mite, mentre non è presente in montagna.

## Commestibilità
Fungo commestibile, è relativamente pregiato e utilizzato in cucina, soprattutto in Catalogna, dove viene chiamato con il nome comune di "rovelló", allo stesso modo di altri lattari, come L. deliciosus, L. salmonicolor, L. sanguifluus e L semisanguifluus.